# 回扣
回扣或回佣、退佣是指供应商按一定比例，将货款返还给销售商的资金。根据行业和地区的不同，回扣可能违法，也可能不违法，視乎交易各方是否均知悉及容許。
回扣在商业领域是一种普遍现象。
据称戴尔每年可以从英特尔手中，获得十亿美元的回扣。

## 事例
1. 某公家機關要發包工程，民間公司A藉由認識公家機關裡的某辦事員B而不法取得底標價格進而標得此工程。 而B取得之回饋（金錢、物品等）即稱為“回扣”。
2. 某甲想要買一台照相機，某乙就介紹甲去A照相館購買，但其實某乙已經和照相館說好介紹一個客人即可獲得3000元，某甲購買金額為23000，但其實原價是20000，價差3000為乙所得，即稱做“回扣”。
3. 某國立大學技術員幫某實驗室學生訂購儀器、材料，雖然學生想購買A公司之儀器，但是該技術員卻堅持想買B公司之價格較貴儀器，很明顯B公司私底下有給該技術員一筆獎金，此金額即稱為“回扣”。

## 法律責任
- 公職或國營企事業員工利用職務之便收受回扣者，將涉嫌受賄罪。
- 民間企業的受雇人員利用職務之便收受回扣者，在台湾將涉嫌背信罪。但如為公司認可的行為，以傭金等名義，則不違法。

- 中華民國刑法第342條 （背信罪）：為他人處理事務，意圖為自己或第三人不法之利益，或損害本人之利益，而為違背其任務之行為，致生損害於本人之財產或其他利益者，處五年以下有期徒刑、拘役或科或併科五十萬以下罰金。前項之未遂犯罰之。
- 在香港，收受非法回佣（illegal rebates）是刑事罪行[2]。

## 另見
- 回贈
- 佣金